# رونالد باول
رونالد باول (بالإنجليزية: Ronald Powell)‏ (و. 1991  م) هو لاعب كرة قدم أمريكية، من الولايات المتحدة، ولد في ريفرسايد، يلعب كظهير ‏.

## التعليم
تعلم في جامعة فلوريدا.